# Kimberley (Norfolk)
Pour les articles homonymes, voir Kimberley.
Kimberley est un village et une paroisse civile dans le comté de Norfolk en Angleterre.
Sa population était de 154 habitants en 2011.